# Ligusticum californicum
Ligusticum californicum är en flockblommig växtart som beskrevs av John Merle Coulter och Joseph Nelson Rose. Ligusticum californicum ingår i släktet strandlokor, och familjen flockblommiga växter. Inga underarter finns listade i Catalogue of Life.
Denna växt förekommer i norra Kalifornien och sydvästra Oregon. Den hittas i kulliga regioner och bergstrakter mellan 500 och 3200 meter över havet. Örten ingår i buskskogar och öppna skogar. Den hittas ofta intill gultall och praktgran.
Arten plockas regionalt som naturläkemedel. Hela populationen bedöms som stor. IUCN listar arten som livskraftig (LC).